# Valentina Bergamaschi
Valentina Bergamaschi (* 22. Januar 1997 in Varese) ist eine italienische Fußballspielerin. Sie steht derzeit bei Juventus Turin unter Vertrag und spielte 2016 erstmals für die italienische Nationalmannschaft.

## Karriere

### Vereine
Valentina Bergamaschi wurde in Varese geboren und wuchs in Cittiglio auf. Ab einem Alter von neun Jahren spielte sie zusammen mit Jungen in einer Mannschaft beim FC Caravate.
Im Mai 2011 wurde Bergamaschi in die U-15-Mannschaft der Lombardei für den Torneo delle Regioni (Turnier der Regionen) in Chianciano Terme vom 26. Juni bis 3. Juli 2011 berufen. Die Mannschaft gewann schließlich das Turnier, wobei Bergamaschi eines der Tore im Finale erzielte. Durch ihre Teilnahme bei dem Turnier wurden die Talentsucher der italienischen U-17-Mannschaft auf sie aufmerksam und luden sie zu einem Trainingscamp ein.
Als vielversprechende junge Spielerin erhielt sie Angebote von mehreren Vereinen aus den höheren Ligen, jedoch entschied sie sich dafür, einen Vertrag bei Alto Verbano zu unterschreiben. Der Verein spielte zu diesem Zeitpunkt in der Serie D. Mit Bergamaschi gelang es dem Verein, für die Saison 2012/13 in die Serie C aufzusteigen.
Im Sommer 2014 wechselte sie zu Rapid Lugano in die Schweizer Nationalliga B. Am Ende der Saison 2014/15 gelang dem Verein der Aufstieg in die Nationalliga A. Vor Beginn der Saison 2015/16 verließ die Frauenmannschaft den Verein der Männer und trat daraufhin als Lugano 1976 an. Bergamaschi blieb für eine Saison bei dem Verein und wechselte anschließend zum FC Neunkirch.
Mit dem FC Neunkirch gewann sie in der Saison 2016/17 das Double aus Meisterschaft und Fußballcup. Außerdem war sie in dieser Saison Torschützenkönigin in der Schweizer Liga. Im Juni 2017 wurde sie zunächst vereinslos, ehe sie Anfang Juli von ACF Brescia verpflichtet wurde, womit sie erstmals in der Serie A spielen konnte.
Von Juli 2018 bis Juli 2024 stand sie bei der neu gegründeten Frauenfußballabteilung der AC Mailand unter Vertrag, die die Lizenz von Brescia erworben hatte.
Im Sommer 2024 wechselte sie zu Juventus Turin.

### Nationalmannschaft
Bergamaschi spielte zunächst für die italienische U-17-Mannschaft und U-19-Mannschaft. Mit der U-17-Nationalmannschaft belegte sie den dritten Platz bei der U-17-Fußball-Europameisterschaft der Frauen 2014 und der U-17-Fußball-Weltmeisterschaft der Frauen 2014. Sie wurde für das Vier-Nationen-Turnier in Brasilien in die italienische Nationalmannschaft berufen. Ihr Debüt feierte sie dort am 7. Dezember 2016 bei einem Spiel gegen Russland, wobei sie direkt ihr erstes Länderspieltor erzielte. Für die Nationalmannschaft kam sie auch beim Zypern-Cup 2018 und 2019, sowie bei der Fußball-Weltmeisterschaft der Frauen 2019, dem Algarve-Cup 2022 und der Fußball-Europameisterschaft der Frauen 2022 zum Einsatz. Bei der Europameisterschaft erzielte sie im Gruppenspiel gegen Island ein Tor.

## Erfolge
FC Neunkirch
- Schweizer Meisterin: 2016/17
- Schweizer Pokalsiegerin: 2017
- Torschützenkönigin der Schweizer Fussballmeisterschaft der Frauen: 2016/17

ACF Brescia
- Italienische Supercupsiegerin: 2017

Auszeichnungen
- Team des Jahres der Serie A: 2022